# Sheilla Tavares de Castro
Sheilla Tavares de Castro, znana jako Sheilla (ur. 1 lipca 1983 w Belo Horizonte) – brazylijska siatkarka, grająca na pozycji atakującej, reprezentantka kraju.
W 2012 r. została wybrana najlepszą sportsmenką w Brazylii. 
Po sezonie 2021/2022 postanowiła zakończyć siatkarską karierę.

## Życie prywatne
19 kwietnia 2013 wyszła za mąż za byłego koszykarza Brenno Blassioliego. Uroczystość weselna odbyła się w São Paulo.

## Osiągnięcia reprezentacyjne
| Osiągnięcie                     | Trofeum               | Rok                                                       |
| Mistrzostwa Świata Juniorek     | złoto                 | 2001                                                      |
| Volley Masters Montreux         | złoto                 | 2005, 2006, 2009                                          |
| Puchar Panamerykański           | złoto · srebro · brąz | 2006, 2009, 2011 2007, 2008 2005                          |
| Grand Prix                      | złoto · srebro        | 2005, 2006, 2008, 2009, 2013, 2014, 2016 2010, 2011, 2012 |
| Mistrzostwa Ameryki Południowej | złoto                 | 2003, 2005, 2007, 2009, 2011, 2013, 2015, 2019            |
| Puchar Wielkich Mistrzyń        | złoto · srebro        | 2005, 2013 2009                                           |
| Mistrzostwa Świata              | srebro · brąz         | 2006, 2010 2014                                           |
| Igrzyska Panamerykańskie        | złoto · srebro        | 2011 2007                                                 |
| Puchar Świata                   | srebro                | 2007                                                      |
| Puchar Ameryki                  | srebro                | 2007                                                      |
| Igrzyska Olimpijskie            | złoto                 | 2008, 2012                                                |
| Liga Narodów                    | srebro                | 2021                                                      |

## Osiągnięcia klubowe
| Osiągnięcie                             | Trofeum               | Sezon/Rok                                                                                                  |
| Mistrzostwo Brazylii                    | złoto · srebro · brąz | 2001/2002, 2010/2011 2002/2003, 2003/2004, 2011/2012, 2012/2013 2000/2001, 2008/2009, 2009/2010, 2013/2014 |
| Puchar CEV                              | złoto                 | 2005/2006, 2007/2008                                                                                       |
| Superpuchar Włoch                       | złoto                 | 2006 |
| Mistrzostwo Włoch                       | złoto · brąz          | 2007/2008 2005/2006                                                                                        |
| Klubowe Mistrzostwa Świata              | złoto · srebro        | 2012 2014                                                                                                  |
| Puchar Brazylii                         | złoto                 | 2014 |
| Klubowe Mistrzostwa Ameryki Południowej | złoto · srebro        | 2020 2014                                                                                                  |
| Superpuchar Turcji                      | złoto                 | 2014 |
| Liga Mistrzyń                           | srebro · brąz         | 2016 2015                                                                                                  |
| Mistrzostwo Turcji                      | złoto · srebro        | 2015/2016 2014/2015                                                                                        |

## Nagrody indywidualne
- 2005: MVP i najlepsza punktująca Pucharu Wielkich Mistrzyń
- 2005: Najlepsza atakująca Grand Prix
- 2006: Najlepsza atakująca Pucharu CEV
- 2006: MVP Grand Prix
- 2007: Najlepsza punktująca Mistrzostw Włoch
- 2007: Najlepsza atakująca Mistrzostw Ameryki Południowej
- 2009: Najlepsza atakująca i punktująca Mistrzostw Brazylii
- 2009: MVP Grand Prix
- 2010: Najlepsza atakująca i serwująca Mistrzostw Brazylii
- 2011: MVP i najlepsza atakująca Mistrzostw Brazylii
- 2011: MVP Pucharu Panamerykańskiego
- 2011: MVP Mistrzostw Ameryki Południowej
- 2012: Najlepsza atakująca i serwująca Mistrzostw Brazylii
- 2012: Najlepsza serwująca Igrzysk Olimpijskich
- 2012: MVP i najlepsza punktująca Klubowych Mistrzostw Świata
- 2013: Najlepsza atakująca Mistrzostw Ameryki Południowej
- 2014: Najlepsza atakująca Grand Prix
- 2014: Najlepsza atakująca Mistrzostw Świata[6]
- 2016: Najlepsza atakująca Grand Prix